# 希望の灯り
『希望の灯り』（きぼうのあかり、In den Gängen）は、2018年のドイツのドラマ映画。
監督は、出演はフランツ・ロゴフスキとザンドラ・ヒュラーなど。
旧東ドイツ・ライプツィヒの近郊にある巨大なスーパーマーケットで在庫管理係として働き始めた無口な青年が、訳ありの同僚たちと互いに支え合いながら生きていく姿を描いている。原作はクレメンス・マイヤーの短編小説 『通路にて』（新潮社刊『夜と灯りと』所収）で、マイヤーが自ら脚本に参加している。東西ドイツ統一前を旧懐するオスタルギーを基調とする作品である。
2018年2月に開催された第68回ベルリン国際映画祭でエキュメニカル審査員賞とギルド映画賞を受賞している。

## ストーリー
無口な青年クリスティアンは、旧東ドイツ・ライプツィヒ近郊にある巨大スーパーマーケットで在庫管理係として働くことになる。飲料セクションの責任者である中年男性ブルーノの指導の下、ブルーノの東ドイツ時代からの仕事仲間でもある同僚たちに囲まれ、真面目に働くクリスティアンはフォークリフトの運転資格を取るまでになり、職場にも自然になじんでいく。ブルーノとクリスティアンは父と息子のような関係となる。
一方、クリスティアンはスイーツセクションで働く年上の既婚女性マリオンに一目惚れする。ブルーノをはじめとする同僚たちに見守られながら、2人は徐々に距離を縮めていくが、マリオンは病気を理由に休職する。実はマリオンは夫のDVに苦しめられていたのである。クリスティアンはマリオンの家に見舞いに行き、鍵の開いていた扉から黙って家に入って彼女の生活ぶりを見るが、結局、彼女に会うことなく花束だけを置いて帰っていく。その後、マリオンは復職し、クリスティアンに花束の礼を言う。こうして再び2人の距離は近付く。
ある夜、仕事帰りにブルーノはクリスティアンを自宅に招く。ブルーノはクリスティアンに前科があることに気付いていたと言うが、それにこだわることはなく、かつて東ドイツ時代に長距離トラックの運転手だったことを懐かしむ言葉を漏らす。
ブルーノが首を吊って自殺する。周囲には妻と暮らしていると言っていたが、実は一人暮らしだったのである。同僚たちはショックに打ちひしがれる。クリスティアンはブルーノの家に行き、改めてブルーノの暮らしぶりを見る。ブルーノの葬儀には同僚たちが集まる。
クリスティアンはブルーノを継いで飲料セクションの責任者となる。そして、マリオンをはじめとする同僚たちといつも通りに仕事をこなしていく。

## キャスト
- クリスティアン: フランツ・ロゴフスキ - 在庫管理係として働き始めた無口な青年。27歳。
- マリオン: ザンドラ・ヒュラー - スイーツセクションで働く既婚女性。39歳。
- ブルーノ: ペーター・クルト（ドイツ語版） - 飲料セクションの責任者。クリスティアンの上司。
- ルディ: アンドレアス・ロイポルト（ドイツ語版）
- クラウス: ミヒャエル・シュペヒト（ドイツ語版） - ハンドパレットトラックの操縦士。
- イリーナ: ラモナ・クンツェ＝リプノウ（ドイツ語版）
- ヴォルフガング: ヘニング・ペカー（ドイツ語版）
- ノルベルト: シュテフェン・ショイマン（ドイツ語版）
- ユルゲン: マティアス・ブレンナー（ドイツ語版）
- ティノ: ゲルディ・ツィント（ドイツ語版）
- ジョニー: サッシャ・ナタン（ドイツ語版）
- マリオンの夫: クレメンス・マイヤー[3]

## 作品の評価

### 映画批評家によるレビュー
Rotten Tomatoesによれば、批評家の一致した見解は「真心のある優しく魅力的な職場恋愛を描いた映画『希望の灯り』は、関連する物語を主演2人の優れた演技で高みに引き上げている。」であり、38件の評論のうち高評価は89%にあたる34件で、平均点は10点満点中7.40点となっている。
Metacriticによれば、12件の評論のうち、高評価は9件、賛否混在は3件、低評価はなく、平均点は100点満点中67点となっている。

### 受賞歴
第68回ベルリン国際映画祭でエキュメニカル審査員賞とギルド映画賞を受賞した他、第68回ドイツ映画賞では作品賞ほか計4部門にノミネートされ、フランツ・ロゴフスキが主演男優賞を受賞している。